# Габленц (Горња Лужица)
Габленц (њем. Gablenz) општина је у њемачкој савезној држави Саксонија. Једно је од 59 општинских средишта округа Герлиц. Према процјени из 2010. у општини је живјело 1.865 становника. Посједује регионалну шифру (AGS) 14626100.

## Географски и демографски подаци
Габленц се налази у савезној држави Саксонија у округу Герлиц. Општина се налази на надморској висини од 138 метара. Површина општине износи 14,6 km². У самом мјесту је, према процјени из 2010. године, живјело 1.865 становника. Просјечна густина становништва износи 127 становника/km².

## Међународна сарадња
| Мјесто | Држава | Врста сарадње | Од    |
| ------ | ------ | ------------- | ----- |
|        | Пољска | партнерство   | 1995. |
| Извор  |        |               |       |